# New Gold Dream
New Gold Dream, vollständig eigentlich New Gold Dream (81-82-83-84), ist das fünfte Studioalbum der britischen Rockband Simple Minds aus dem Jahr 1982.

## Entstehung und Veröffentlichung
Die Erstveröffentlichung von New Gold Dream erfolgte am 13. September 1982 bei Virgin Records. Das Album erschien in seiner Originalausführung als LP mit neun Titeln (Katalognummer: V 2230). Am 6. Januar 2003 erschien das Album als digital remasterte CD (Katalognummer: SIMCD5).
Die Lieder wurden von den Simple-Minds-Mitgliedern Charlie Burchill, Derek Forbes, Jim Kerr und Michael MacNeil geschrieben. Für die Produktion zeichnete Peter Walsh verantwortlich.

## Hintergrund
Mit dem Album New Gold Dream präsentierte die Band einen völlig neuen Sound, der sehr von dem Produzenten Peter Walsh geprägt ist. Die Produktion war sehr viel dichter als bei den vorangegangenen Alben und scheute sich nicht, immer wieder auch Effekte einzubauen. Auch machte Walsh durchaus von Overdubs Gebrauch, die auf den vorangegangenen Alben eher selten waren. So entstand eine sehr stimmige, pop-orientierte Produktion.
Auch im Songwriting ist dieser neue Weg ablesbar. Die vielen experimentellen Momente vorausgegangener Songs wurden weitestgehend nicht weitergeführt. Die Songs sind allesamt für eine breitere Masse angelegt. Die Band entwickelte sich in Richtung kommerziellen Erfolges.
Das Album markiert für die Band einen Wendepunkt in mehrerer Hinsicht. Der Tourneestress des einsetzenden kommerziellen Erfolges führt 1981 zum Ausstieg des Schlagzeugers Brian McGee, der auf dem Album von Kenny Hyslop (auf Promised You a Miracle), Mike Ogletree und Mel Gaynor ersetzt wird. Gaynor etabliert sich während der folgenden, kommerziell erfolgreichsten Phase als neuer Schlagzeuger der Band. Prägnanter wirkt sich aus, dass die Band nun gezielt Singles aufnahm, statt einen Albumtitel im Nachhinein auszukoppeln. Der Autor Simon Reynolds wertet dies als endgültige Abkehr von Prog und Hinwendung zum kommerzielleren Pop und macht dies an der Single Promised you a Miracle fest. 2012 wurde das Album in dem X5 Box-Set von Virgin Records mit sechs Bonustracks wiederveröffentlicht.
1993 sampelte die Techno-Formation U.S.U.R.A. den gleichnamigen Song vom Album für ihren Track Open Your Mind, der in Deutschland in den Top 10 landete.

## Titelliste
1. Someone Somewhere (in Summertime) (4:36)
2. Colours fly and Catherine Wheel (3:49)
3. Promised you a Miracle (4:28)
4. Big Sleep (5:00)
5. Somebody up There Likes You (5:02)
6. New Gold Dream (81/82/83/84) (5:39)
7. Glittering Prize (4:33)
8. Hunter and the Hunted (5:55)
9. King is White and in the Crowd (7:00)

Bonustitel
10. Promised you a Miracle (Extended) (4:51)
11. Glittering Prize (Club Mix) (4:58)
12. Someone Somewhere in Summertime (Extended) (6:03)
13. Soundtrack for Every Heaven (4:58)
14. New Gold Dream (German 12″ Remix) (7:01)
15. In Every Heaven (4:27)

## Mitwirkende
- Charlie Burchill: Gitarre
- Derek Forbes: Bass
- Mel Gaynor: Perkussion, Schlagzeug
- Herbie Hancock: Keyboard (als Gast bei Hunter and the Hunted)
- Jim Kerr: Gesang
- Michael MacNeil: Keyboard
- Mike Ogletree: Schlagzeug

## Singleauskopplungen
Die ausgekoppelten Singles Promised you a Miracle erreichte im April 1982 Platz 13 der britischen Singlecharts und hielt sich elf Wochen in ebendiesen. Auch die Nachfolgesingle Glittering Prize erreichte im August 1982 mit Rang 16 eine Platzierung unter den Top 20 und hielt sich ebenfalls elf Wochen in den Top 100. Someone Somewhere (In Summertime) erreichte im November 1982 Platz 36 und platzierte sich fünf Wochen in den Charts.
Singles in den Charts

| Jahr | Titel                             | Höchstplatzierung, Gesamtwochen, AuszeichnungChartsChartplatzierungen (Jahr, Titel, , Platzierungen, Wochen, Auszeichnungen, Anmerkungen) | Anmerkungen                         |
| Jahr | Titel                             | UK | Anmerkungen                         |
| ---- | --------------------------------- | --- | ----------------------------------- |
| 1982 | Promised You a Miracle            | UK13 (11 Wo.)UK | Erstveröffentlichung: April 1982    |
| 1982 | Glittering Prize                  | UK16 (11 Wo.)UK | Erstveröffentlichung: August 1982   |
| 1982 | Someone Somewhere (In Summertime) | UK36 (5 Wo.)UK | Erstveröffentlichung: November 1982 |

## Rezeption
Das Fachblatt Trouser Press attestierte der Band, dass sie „mehr war als eine interessante, prätentiöse Formation mit futuristischen Tendenzen“. Der Rolling Stone kritisierte „den gleichen Beat und die gleichen musikalischen Ideen“ während Melody Maker das Album „als einen Meisterwurf von der einzigen Gruppe, die noch von Bedeutung ist“ feierte.
Simon Reynolds überschreibt das Kapitel über New Pop in seinem Buch Rip it up and Start Again mit dem Albumtitel.

## Kommerzieller Erfolg

### Chartplatzierungen
New Gold Dream erreichte Platz drei in den britischen Albumcharts und hielt sich zunächst 23 Wochen am Stück in den Top 100. Es folgten diverse Wiedereinstiege, sodass sich das Album insgesamt 54 Wochen in den Charts platzierte. Darüber hinaus erreichte es Rang 47 in Deutschland oder auch Rang 69 in den US-amerikanischen Billboard 200.
| ChartsChartplatzierungen       | Höchstplatzierung | Wochen |
| ------------------------------ | ----------------- | ------ |
| Deutschland (GfK)              | 47 (1 Wo.)        | 1      |
| Vereinigte Staaten (Billboard) | 69 (19 Wo.)       | 19     |
| Vereinigtes Königreich (OCC)   | 3 (54 Wo.)        | 54     |

### Auszeichnungen für Musikverkäufe
New Gold Dream und wurde im Januar 1987 vom britischen Phonoverband mit einer Platin-Schallplatte ausgezeichnet.
| Land/Region                  | Auszeichnungen für Musikverkäufe (Land/Region, Auszeichnung, Verkäufe) | Verkäufe |
| ---------------------------- | ---------------------------------------------------------------------- | -------- |
| Australien (ARIA)            | Gold                                                                   | 20.000   |
| Frankreich (SNEP)            | Gold                                                                   | 100.000  |
| Kanada (MC)                  | Gold                                                                   | 50.000   |
| Neuseeland (RMNZ)            | Platin                                                                 | 20.000   |
| Niederlande (NVPI)           | Platin                                                                 | 100.000  |
| Schweden (IFPI)              | Gold                                                                   | 50.000   |
| Vereinigtes Königreich (BPI) | Platin                                                                 | 300.000  |
| Insgesamt                    | 4× Gold · 3× Platin ·                                                  | 640.000  |